# Frederick Green (cầu thủ bóng đá)
Frederick Thomas Green (21 tháng 6 năm 1851 – 6 tháng 7 năm 1928) là một cầu thủ bóng đá người Anh gốc Wales vô địch Cúp FA cùng với Oxford University năm 1874 và cùng với Wanderers năm 1877 và 1878. Ông cũng có một lần ra sân cho đội tuyển Anh năm 1876 trước Scotland. Ông được Charles William Alcock mô tả như "một half-back tin cậy, không bao giờ đầu hàng".

## Cuộc sống
Green sinh ra ở thị trấn Wrexham của Wales, con trai của một giáo sĩ chuyển đến Shropshire trở thành Hiệu trưởng của Lydham. Ông học tập tại Winchester College, trong đó có đội tuyển cricket XI ông tham gia năm 1869 cùng với bóng đá, và ở New College, Oxford, nơi ông tốt nghiệp bằng BA năm 1874. Ông khởi đầu ở vị trí luật sư, được gọi vào the Bar ở Inner Temple năm 1877, trước khi trở thành HM Inspector of Schools năm 1880, chuyển lên Education Office năm 1890. Ông mất tại Church Stretton, Shropshire.